# Waricoccus parvisetosus
Waricoccus parvisetosus är en insektsart som beskrevs av Brookes och Koteja 1982. Waricoccus parvisetosus ingår i släktet Waricoccus och familjen skålsköldlöss. Inga underarter finns listade i Catalogue of Life.